# 密西西比女子大学
密西西比女子大学（英語：Mississippi University for Women），美国密西西比州哥伦布市的一所公立大学。密西西比女子大学成立于1884年，是美国最早的公立女子大学。1982年起，该校开始招生男生。

## 历史
密西西比女子大学原本只招收女生。1982年，美国最高法院审理了密西西比女子大学诉霍根案，裁定该校护理学院仅招女生的政策违反美国宪法第十四修正案的平等保护条款。之后，该校所有专业对男生开放。